# John Reardon (Schauspieler)

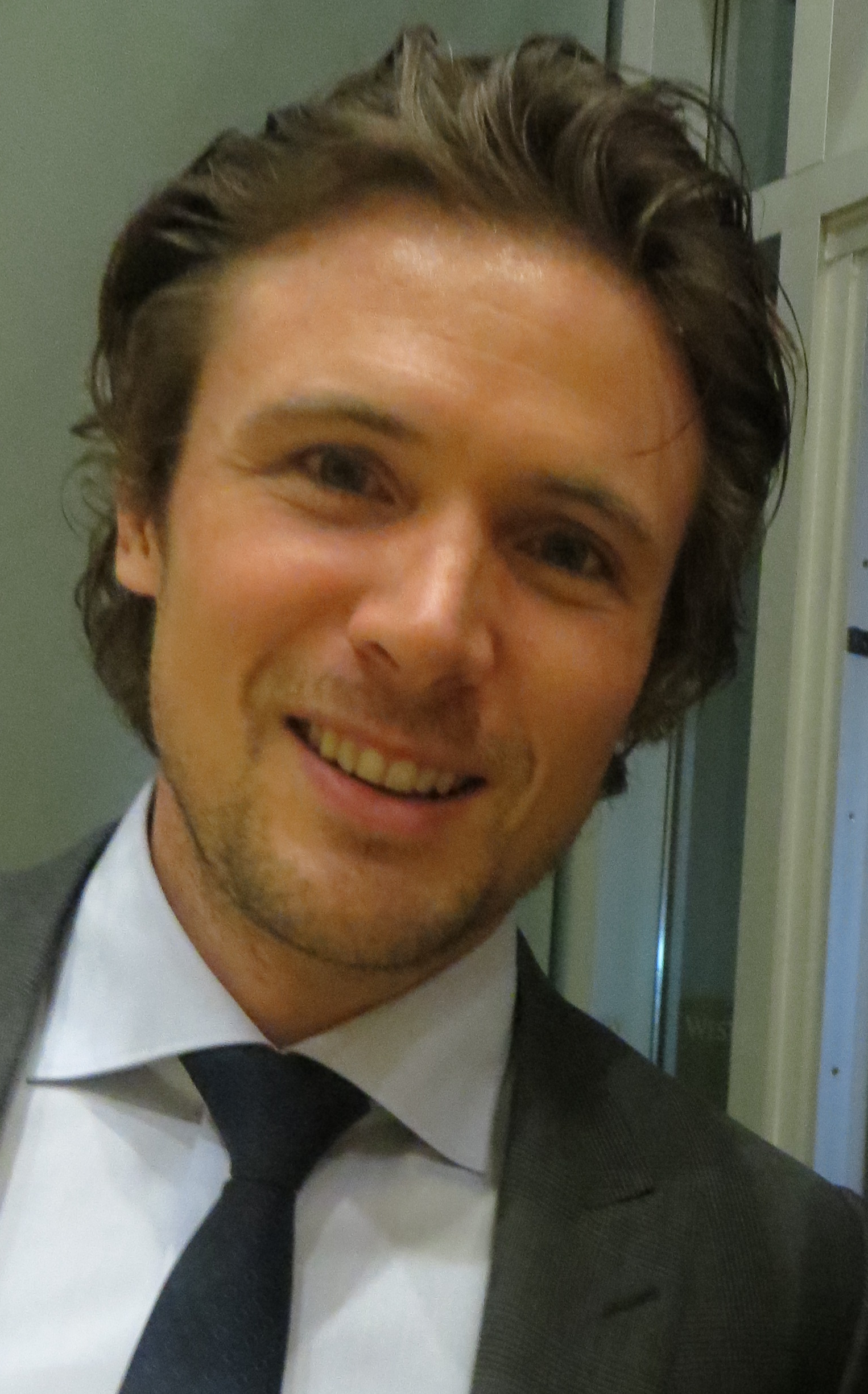
John Reardon (2013)

John Reardon (* 30. Juli 1975 in Halifax, Nova Scotia) ist ein kanadischer ehemaliger College-Footballspieler und Schauspieler aus Kanada.

## Leben
Von 1993 bis 1997 spielte Reardon Football für die Mount Allison University. Die Universität schloss er mit einem Bachelor of Science in Biologie ab. 2001 trat er erstmals in Serien wie The Chris Isaak Show und Twilight Zone als Schauspieler auf. Sein Filmdebüt hatte er im Fernsehfilm 1st to Die. Regelmäßige Auftritte hatte Reardon dann in den Fernsehserien Tru Calling, The L Word – Wenn Frauen Frauen lieben, Painkiller Jane und Edgemont. Mit Filmen wie White Chicks, Scary Movie 4 und Make It Happen etablierte er sich als Nebendarsteller. Eine größere Rolle hatte er in den Fernsehfilmen Merlin 2 – Der letzte Zauberer und Son of the Dragon.

## Filmografie (Auswahl)
- 2002: The Real World Movie: The Lost Season
- 2002–2005: Edgemont (Fernsehserie, 11 Episoden)
- 2003: 1st to Die
- 2004: The Thing Below
- 2004: Tru Calling (Fernsehserie, 3 Episoden)
- 2004: White Chicks
- 2005: Severed – Forest of the Dead (Severed)
- 2006: The L Word – Wenn Frauen Frauen lieben (Fernsehserie, 2 Episoden)
- 2006: Merlin 2 – Der letzte Zauberer (Merlin’s Apprentice)
- 2006: Scary Movie 4
- 2007: Blue Smoke – Tödliche Flammen (Blue Smoke)
- 2007: Painkiller Jane (Fernsehserie, 9 Episoden)
- 2008: Make It Happen
- 2008: 7 Things to Do Before I’m 30
- 2010: Eureka (Fernsehserie, 1 Episode)
- 2012–2014: Arctic Air
- 2012–2015: Continuum (Fernsehserie, 11 Episoden)
- 2013: Supernatural (Fernsehserie, Staffel 8, Folge 16)
- 2016: I’ll be Home for Christmas
- seit 2019: Hudson & Rex (Fernsehserie)